# Лишо
Лишо (груз. ლიშო) — село в Грузії.
За даними перепису населення 2014 року в селі проживає 62 особи.